# Сборная Островов Кука по регби
Сборная Островов Кука по регби (англ. Cook Islands national rugby union team) представляет государство Острова Кука в международных матчах по регби-15 высшего уровня. Как и в других странах тихоокеанского региона, регби достаточно популярно на Островах. Тем не менее сборная значительно отстаёт в развитии от лидеров — Самоа, Тонга и Фиджи. Островитяне не проходили отбор в финальную часть чемпионатов мира. Команда выступает на международной арене с 1971 года и сейчас занимает 53-е место в мировом рейтинге IRB.

## История
В 1924 году Острова посетила сборная Новой Зеландии. Спонтанно собранная команда острова Раротонга, в составе которой был и будущий премьер Альберт Генри, смогла сыграть вничью с лидерами мирового регби. Тем не менее, этот результат не может считаться формальным дебютом команды и официальным матчем в целом.
Первая игра команды прошла 1 сентября 1971 года. Регбисты уступили сборной Западного Самоа со счётом 18:24. На следующий день островитяне встретились с командой Уоллиса и Футуны, которую смогли обыграть. Однако ещё через день коллектив снова проиграл самоанцам. Следующие матчи сборной состоялись только через девять лет, в 1980 году. Спортсмены сумели превзойти прибывших в Южное полушарие итальянцев (15:6). Три года спустя сборная в третий раз встретилась с Самоа, также проиграв. Новая игра островитян имела место только в 1996 году, когда регбисты сразились со сборной Папуа — Новой Гвинеи. Затем Острова Кука стали регулярно встречаться с другими «малыми» тихоокеанскими командами — Ниуэ и Таити.
Представители сборной не участвуют в Тихоокеанском кубке трёх наций, однако были заявлены в международную сборную «Пасифик Айлендерс». Первым и пока единственным делегатом команды в общую сборную стал Ту Тамаруа, вызванный в состав «Айлендерс» в 2004 году. С другой стороны, некоторые уроженцы Островов Кука сделали успешную карьеру в других странах, в частности, в Новой Зеландии.
В рамках квалификационного турнира к чемпионату мира 2007 года сборная вышла в четвёртый раунд, где встретилась с Тонга. Острова дважды крупно проиграли: 10:77 дома и 0:90 на выезде. Потерпев самое крупное поражение в истории, команда лишилась шансов посетить французское мировое первенство.
Команда принимает участие в розыгрышах кубка Океании.

## Результаты

### Чемпионат мира
- 1987: не приглашены
- 1991: не участвовали
- 1995: не участвовали
- 1999: не прошли отбор
- 2003: не прошли отбор
- 2007: не прошли отбор
- 2011: не прошли отбор

### Общие
По состоянию на 18 июня 2013 года.
| Соперник             | Матчи | Победы | Поражения | Ничьи | Доля побед |
| -------------------- | ----- | ------ | --------- | ----- | ---------- |
| Италия               | 1     | 1      | 0         | 0     | 100 %      |
| Ниуэ                 | 6     | 4      | 2         | 0     | 67 %       |
| Новая Каледония      | 1     | 1      | 0         | 0     | 100 %      |
| Папуа — Новая Гвинея | 6     | 3      | 3         | 0     | 50 %       |
| Самоа                | 3     | 0      | 3         | 0     | 0 %        |
| Таити                | 4     | 4      | 0         | 0     | 100 %      |
| Тонга                | 3     | 0      | 3         | 0     | 0 %        |
| Уоллис и Футуна      | 1     | 1      | 0         | 0     | 100 %      |
| Фиджи                | 1     | 0      | 1         | 0     | 0 %        |
| Всего                | 26    | 14     | 12        | 0     | 54 %       |